# Кушиты
Кушиты — группа народов, проживающих в Восточной Африке, на территории от Восточной пустыни Египта до Северо-Восточной провинции Кении. Существуют анклавы кушитов к югу и юго-западу от этой территории в Северной Танзании (ираку, горова) и Северной Уганде (тесо, магогодо).
Общая численность населения кушитов, по данным до 2000 года — свыше 30 млн человек. Они составляют значительную часть населения Эфиопии (оромо), Сомали (сомалийцы), суданской провинции Кассала и восточной части кенийской Северо-Восточной провинции.
Кушиты говорят на языках кушитской ветви афразийской макросемьи.

## Тип сельского хозяйства
Отдельные этносы этой общности различаются по хозяйственно-культурному типу, религии, принадлежности к эфиопской или исламской культуре либо по длительному развитию в изоляции (в Танзании, Уганде и Кении), а также временем формирования (беджа — в древности, билен — в средние века, мбулу — в новое время и т. п.). У народов, проживающих на территории от Египта до Кении сформировались три основных типа хозяйства: кочевое и полукочевое скотоводство (верблюды и мелкий рогатый скот), в речных долинах и предгорьях — пашенное или (на юге Сомали) ручное земледелие; на морском побережье — рыболовство и морские промыслы.

## История
Кушитская общность образовалась в 9—8 тысячелетии до н. э. В середине 3 — 2 тысячелетии до н. э. часть кушитов вступила в контакт с древнеегипетской цивилизацией (в период Нового царства Египет владел кушитскими территориями до четвёртого и пятого порогов). В конце 3 тысячелетия до н. э. под её влиянием возникло государство Куш (Нубия), которое дало название самой общности.

## Тип семейных отношений и социальных объединений
Для некоторых кушитов (сомалийцы, афар, беджа и сахо) характерны разветвлённые родоплеменные структуры, в основе которых — патриархальная семья.
Форма политического объединения — союз племён, в недавнем прошлом возглавлявшийся султаном.

## Религия
Верования кушитов зависят от народов. Афар и Беджа — мусульмане-сунниты. Ираку делятся на христиан (меньшинство) и приверженцев традиционных верований (большинство). Сахо в основном мусульмане сунниты, но среди земледельцев есть христиане-монофизиты. Сомалийцы мусульмане-сунниты, однако есть и приверженцы доисламских верований и касты колдунов.

## Особенности
Для кушитов характерны процессы этнической консолидации (слияние близких по языку и культуре групп в более крупную этническую общность или включение в этническую общность близкой ему группы), особенно у сомалийцев.

## Примеры кушитских народов
- Бони — кушитский народ, обитающий в Кении и Сомали, традиционно занимавшийся охотой и собирательством.
- Дасанеч — коренное население долины реки Омо.
- Джанджэро — народ группы кушитов в междуречье рек Гибе и Омо.